# Ofensiva del Saar
Durant els primers moments de la 2a Guerra Mundial el comandament francès inicia una ofensiva contra el perímetre defensiu del 1r exèrcit Alemany al Saarland per tal d'alleugerir la pressió que l'exèrcit alemany exercia sobre Polònia. Malgrat tot, l'ofensiva s'aturà i les tropes franceses es retiraren a la línia Maginot.
En funció del tractat Franco-polonès del 1921 l'exèrcit francès havia d'endegar una ofensiva general tres dies després de la mobilització general de les tropes. Segons el pla les tropes franceses havien d'assegurar les posicions de la frontera francesa fins a les línies de defensa alemanyes. Així doncs, d'acord amb el pla al quinzè dia des de l'inici de la mobilització (és a dir el 16 de setembre) l'exèrcit Francès disposaria un atac a gran escala sobre les línies alemanyes. La mobilització preventiva s'inicia el 26 d'agost i ja l'u de setembre es declarà la mobilització total.
L'exèrcit francès sofria d'un desfasament i una manca de modernització inherent. L'artilleria necessitava els tancs i els avions que disposava l'exèrcit alemany per tal de desplegar ràpidament les seves forces al camp de batalla. L'alt comandament francès encara confiava en les tàctiques i estratègies pròpies de la Primera Guerra Mundial; confiaven profundament en les capacitats d'una artilleria pesant estàtica i tardanera en desplegar-se (moltes peces s'havien de recuperar d'on estaven emmagatzemades abans que poguessin avançar).

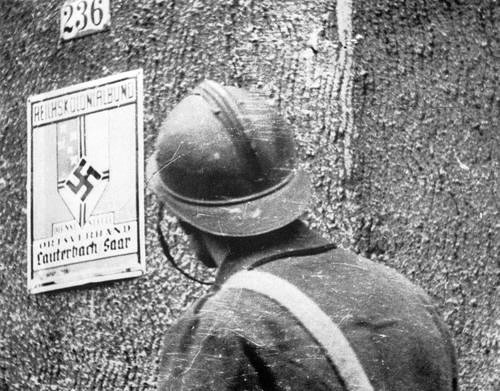
Soldat Francès al Saar

El 7 de setembre, quatre dies després que França declarés la guerra a Alemanya s'inicià l'ofensiva francesa a la vall del Rin. Com que el gruix dels efectius de la Wehrmacht eren a Polònia les divisions franceses avançaren sense gaires dificultats en un front de 32 quilòmetres d'amplada amb una gran superioritat numèrica. Tanmateix, no es dugué a terme cap acció amb l'objectiu d'alleugerir la tenalla alemanya sobre Polònia. Unes onze divisions franceses avançaren en un front de 32 quilòmetres propers a Saarbrücken foragitant unes minses defenses alemanyes. L'exèrcit francès penetrà uns 8 quilòmetres capturant 20 viles, prèviament evacuades per l'exèrcit alemany, sense cap mena de resistència. No obstant això, després que les tropes franceses arribessin al bosc de Warndt (una zona de 3 quilòmetres quadrats densament minada) es paralitza l'ofensiva, que tot s'ha de dir mai va ser empesa amb molta embranzida.

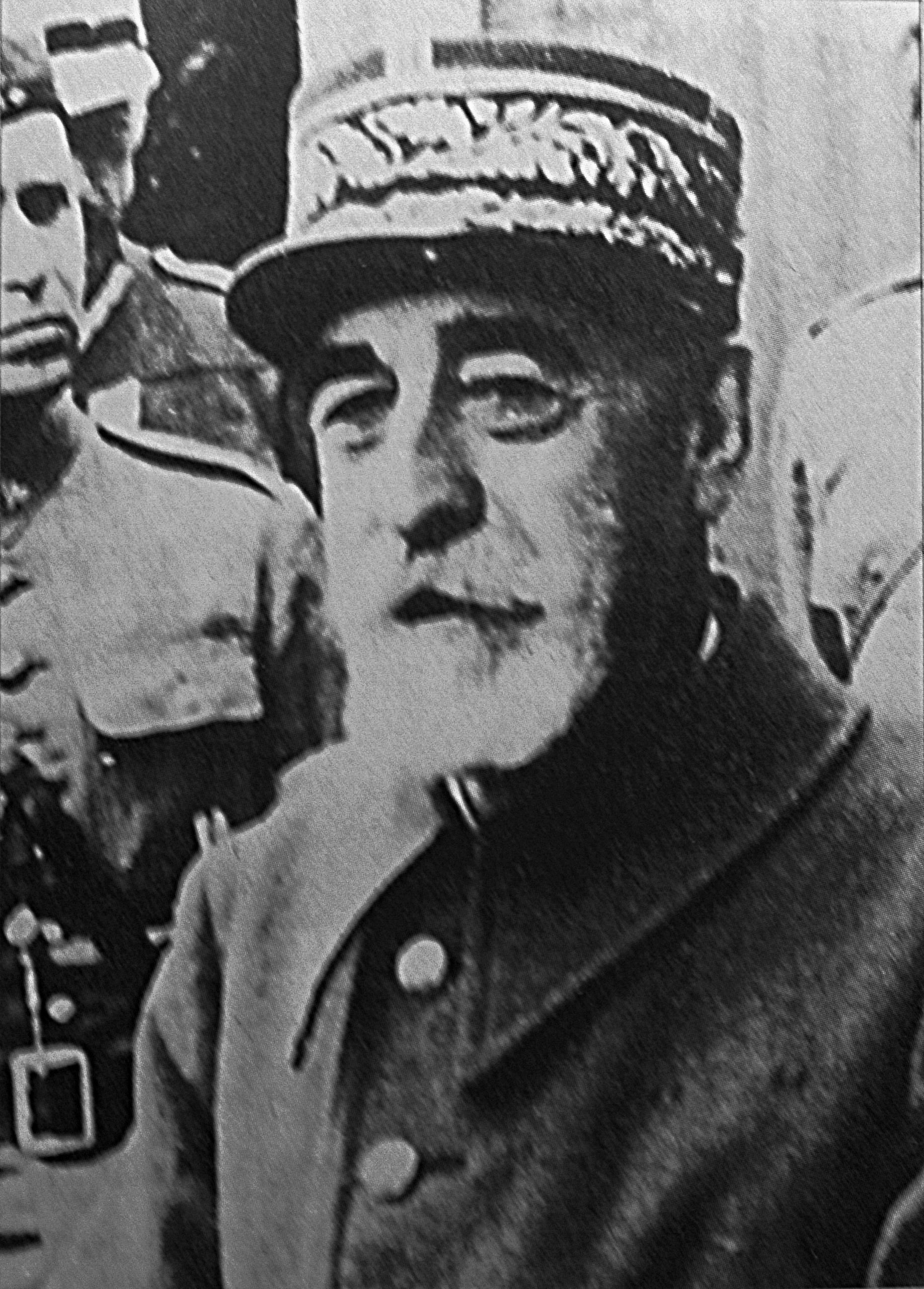
Louis Faury, cap de la missió militar francesa a Polònia

Així doncs, l'atac no provocà cap contraatac o desviament de recursos germànics al front. La suposada ofensiva a gran escala devia incloure ben bé 40 divisions comptant una divisió blindada, tres de mecanitzades, 78 regiments d'artilleria i 40 batallons de tancs. El 12 de setembre, el Consell Suprem de Guerra Franco-britànic es reuní per primer cop a la localitat d'Abbeville, França. S'acorda que s'aturi completament l'ofensiva i així el general Maurice Gamelin ordena a les seves tropes que romanguin a no menys d'un quilòmetre de la línia defensiva Sigfrid. No només no s'informa l'estat major polonès que s'ha aturat l'avenç francès sinó que en Gamelin informa al Mariscal Smigly-Rydz que la meitat de les seves divisions lluiten aferrissadament contra l'enemic. Fins i tot li diu que la Wehrmacht ha hagut d'enviar fins a 6 divisions destinades a Polònia. L'endemà, el general Louis Faury, cap de la missió militar francesa a Polònia, informà al cap d'estat major de l'exèrcit polonès, el general Wacław Stachiewicz que l'ofensiva planejada s'havia posposat del 17 de setembre fins al 20 de setembre. Al mateix temps s'ordenava a les tropes franceses que tornessin als seus quarters a la línia Maginot. La Guerra de Broma havia començat.